# ドン・ローチ
ドン・ミッチェル・ローチ（Donn Mitchell Roach, 1989年12月14日 - ）は、 アメリカ合衆国ネバダ州ラスベガス出身の元プロ野球選手（投手）。右投右打。
CPBL時代の登録名は「洛奇」。

## 経歴

### プロ入り前
2008年、MLBドラフト40巡目（全体1219位）でロサンゼルス・エンゼルス・オブ・アナハイムから指名されたが拒否し、アリゾナ大学へ進学。

### プロ入りとエンゼルス傘下時代
サザン・ネバダ大学へ移った2010年、MLBドラフト3巡目（全体115位）で前回と同じくエンゼルスから指名され、プロ入り。この年は傘下のパイオニアリーグのルーキー級オレム・オウルズで16試合に登板し、4勝1敗・防御率6.04だった。
2011年はA級シーダーラピッズ・カーネルズで45試合に登板し、5勝5敗2セーブ・防御率3.45だった。
2012年はA+級インランド・エンパイア・シックスティシクサーズで6試合に登板し、5勝0敗・防御率2.16だった。

### パドレス時代
2012年5月3日にエルネスト・フリエリとの1対2のトレードで、アレクシー・アマリスタと共にサンディエゴ・パドレスへ移籍した。移籍後は傘下のA+級レイクエルシノア・ストームで8試合に登板し、5勝1敗・防御率1.74だった。6月にAA級サンアントニオ・ミッションズへ昇格。4試合に登板し、1勝1敗・防御率1.59だった。
2013年はAA級サンアントニオで28試合に登板し、8勝12敗・防御率3.53だった。オフの11月20日に40人枠に登録された。
2014年3月3日にパドレスと1年契約に合意した。開幕ロースター入りし、4月2日のロサンゼルス・ドジャース戦でメジャーデビュー。3点ビハインドの8回表2死から登板し、1.1回を投げ4安打1失点だった。この年は16試合に登板し、1勝0敗・防御率4.75だった。オフの11月3日にDFAとなった。

### カブス時代
2014年11月12日にウェイバー公示を経てシカゴ・カブスへ移籍した。19日にDFAとなった 後、40人枠を外れる形で傘下のAAA級アイオワ・カブスに配属された。
2015年6月27日にカブスへ昇格し、メジャー契約を結んだ。同日のセントルイス・カージナルス戦に先発で登板したが3回1/3を投げ、被安打8、失点4で降板し敗戦投手となった。7月4日に25人枠を外れ、10日にDFAとなった。

### レッズ傘下時代
2015年7月13日にウェイバー公示を経てシンシナティ・レッズへ移籍した。8月23日にDFAとなった。

### ブルージェイズ傘下時代
2015年8月25日にウェイバー公示を経てトロント・ブルージェイズへ移籍した。40人枠には登録されたがメジャーでは1度も登板はなく、9月30日にDFAとなった。

### マリナーズ時代
2015年12月5日にシアトル・マリナーズとマイナー契約を結んだ。
2016年の開幕は傘下のAAA級タコマ・レイニアーズで迎えた。6月24日にメジャー契約を結んで25人枠入りし、同日のセントルイス・カージナルス戦で8回表に4番手で登板すると、1.2回を無失点に抑えてチームがサヨナラ勝ちしたため2年ぶりの勝利投手となった。8月6日にDFAとなった。

### タイガース傘下時代
2016年8月9日にウェイバー公示を経てデトロイト・タイガースへ移籍し、傘下のAAA級トレド・マッドヘンズへ配属された。タイガースではメジャーでの登板は無く、9月3日にDFAとなった。

### アスレチックス傘下時代
2016年9月5日にウェイバー公示を経てオークランド・アスレチックスへ移籍し、傘下のAAA級ナッシュビル・サウンズへ配属された。オフの10月6日に40人枠から外れ、10月11日にFAとなった。

### KTウィズ時代
2016年11月7日にKBOリーグのKTウィズと契約。
2017年はKTで4勝15敗を記録し、韓国プロ野球の最多敗戦投手となった。オフにFAとなった。

### カブス傘下時代
2018年2月にシカゴ・カブスとマイナー契約を結んだ。

### オリックス・バファローズ時代
2018年7月7日にNPBのオリックス・バファローズとの契約が発表された。8月12日に救援登板でNPB初勝利を挙げたが、前日に先発で登板しており（3回3失点で降板）志願登板での白星を手にした。オフの12月2日に自由契約選手として公示された。

### ホワイトソックス傘下時代
2018年12月30日にシカゴ・ホワイトソックスとマイナー契約を結び、2019年のスプリングトレーニングに招待選手として参加することになった。
2019年はAAA級シャーロット・ナイツで18試合に登板して3勝6敗、防御率7.83の成績に終割った。オフの11月4日にFAとなった。

### 統一ライオンズ時代
2020年1月11日にCPBLの統一ライオンズに入団する事が決まった。登録名は「洛奇」。
2020年は開幕から先発ローテ入りするも、5試合を投げ防御率11.35と打ち込まれ、5月13日に登録を抹消した。その後は一軍に上がることなく、6月27日にFAとなった。

## 選手としての特徴・人物
最速153km/hの直球を軸とし、カットボール、シンカー、カーブ、スプリットと様々な変化球を駆使する。制球力にも優れる。
口髭がトレードマーク。
ステフェン・ロメロとジョー・ウィーランドとは旧知の仲であり、2018年途中にオリックス入団が決まると日本でプレーしていた2人と来日前に連絡を取り合ったという。

## 詳細情報

### 年度別投手成績
| 年 度     | 球 団      | 登 板 | 先 発 | 完 投 | 完 封 | 無 四 球 | 勝 利 | 敗 戦 | セ 丨 ブ | ホ 丨 ル ド | 勝 率 | 打 者 | 投 球 回 | 被 安 打 | 被 本 塁 打 | 与 四 球 | 敬 遠 | 与 死 球 | 奪 三 振 | 暴 投 | ボ 丨 ク | 失 点 | 自 責 点 | 防 御 率 | W H I P |
| --------- | ---------- | ----- | ----- | ----- | ----- | -------- | ----- | ----- | -------- | ----------- | ----- | ----- | -------- | -------- | ----------- | -------- | ----- | -------- | -------- | ----- | -------- | ----- | -------- | -------- | ------- |
| 2014      | SD         | 16    | 1     | 0     | 0     | 0        | 1     | 0     | 0        | 0           | 1.000 | 140   | 30.1     | 36       | 2           | 15       | 1     | 4        | 17       | 4     | 0        | 17    | 16       | 4.75     | 1.68    |
| 2015      | CHC        | 1     | 1     | 0     | 0     | 0        | 0     | 1     | 0        | 0           | .000  | 18    | 3.1      | 8        | 0           | 1        | 0     | 0        | 1        | 0     | 0        | 4     | 4        | 10.80    | 2.70    |
| 2016      | SEA        | 4     | 0     | 0     | 0     | 0        | 2     | 0     | 0        | 0           | 1.000 | 28    | 5.1      | 7        | 1           | 2        | 0     | 1        | 2        | 1     | 0        | 5     | 5        | 8.44     | 1.69    |
| 2017      | KT         | 28    | 28    | 1     | 1     | 0        | 4     | 15    | 0        | 0           | .211  | 743   | 165.0    | 200      | 18          | 60       | 0     | 0        | 99       | 10    | 1        | 106   | 86       | 4.69     | 1.58    |
| 2018      | オリックス | 11    | 10    | 0     | 0     | 0        | 2     | 3     | 0        | 0           | .400  | 225   | 50.1     | 63       | 2           | 15       | 0     | 6        | 19       | 0     | 0        | 31    | 28       | 5.01     | 1.55    |
| 2020      | 統一       | 5     | 5     | 0     | 0     | 0        | 1     | 4     | 0        | 0           | .200  | 119   | 23.0     | 41       | 4           | 11       | 0     | 1        | 12       | 2     | 0        | 33    | 29       | 11.35    | 2.26    |
| MLB：3年  | MLB：3年   | 21    | 2     | 0     | 0     | 0        | 3     | 1     | 0        | 0           | .750  | 186   | 39.0     | 51       | 3           | 18       | 1     | 5        | 20       | 5     | 0        | 26    | 25       | 5.77     | 1.77    |
| KBO：1年  | KBO：1年   | 28    | 28    | 1     | 1     | 0        | 4     | 15    | 0        | 0           | .211  | 743   | 165.0    | 200      | 18          | 60       | 0     | 0        | 99       | 10    | 1        | 106   | 86       | 4.69     | 1.58    |
| NPB：1年  | NPB：1年   | 11    | 10    | 0     | 0     | 0        | 2     | 3     | 0        | 0           | .400  | 225   | 50.1     | 63       | 2           | 15       | 0     | 6        | 19       | 0     | 0        | 31    | 28       | 5.01     | 1.55    |
| CPBL：1年 | CPBL：1年  | 5     | 5     | 0     | 0     | 0        | 1     | 4     | 0        | 0           | .200  | 119   | 23.0     | 41       | 4           | 11       | 0     | 1        | 12       | 2     | 0        | 33    | 29       | 11.35    | 2.26    |

- 2020年度シーズン終了時
- 各年度の太字はリーグ最高

### 記録
NPB
- 初登板・初先発登板：2018年7月22日、対千葉ロッテマリーンズ17回戦（ZOZOマリンスタジアム）、4回2/3を2失点
- 初奪三振：同上、4回裏に田村龍弘から空振り三振
- 初勝利：2018年8月12日、対千葉ロッテマリーンズ20回戦（京セラドーム大阪）、10回表に5番手で救援登板・完了、1回無失点
- 初先発勝利：2018年9月7日、対福岡ソフトバンクホークス19回戦（福岡ヤクオク!ドーム）、7回1失点

CPBL
- 初登板・初先発登板：2020年4月16日、対楽天モンキーズ2回戦（桃園国際野球場）、4回2/3を6失点
- 初奪三振：同上、4回裏に藍寅倫から三振
- 初勝利：2020年4月22日、対富邦ガーディアンズ2回戦（新荘体育場野球場）、5回4失点

### 背番号
- 39（2014年）
- 62（2015年）
- 63（2016年）
- 33（2017年）
- 42（2018年）
- 50（2020年）